# Cassidinidea tuberculata
Cassidinidea tuberculata är en kräftdjursart som beskrevs av Richardson 1912. Cassidinidea tuberculata ingår i släktet Cassidinidea och familjen klotkräftor. Inga underarter finns listade i Catalogue of Life.